# Rock sinfónico
El rock sinfónico es un estilo musical surgido, dentro del llamado rock progresivo, a partir de mediados de los sesenta, que pretendió explorar nuevos caminos musicales, mediante la combinación creativa de elementos de la música culta (usualmente llamada música "clásica") y la psicodelia.

## Obras
Los álbumes o discos del género se concebían con carácter conceptual, en lugar de un conjunto de piezas sueltas. Aunque ya existían discos conceptuales dentro del rock y el pop, como Sgt. Pepper's Lonely Hearts Club Band de The Beatles, estos se elaboraban como ciclos de canciones independientes, relativamente breves, que desarrollaban una historia. Los primeros álbumes del género, como Days of Future Passed de The Moody Blues, en 1969 los Bee Gees con su álbum doble Odessa, siguen una similar estructura, con pasajes orquestales que sirven como nexo de unión entre los distintos temas.
Dando un paso más, los artistas de los 70, como Pink Floyd, Mike Oldfield, Alan Parsons Project, Rick Wakeman, King Crimson, Jethro Tull, Génesis, Emerson, Lake and Palmer, Camel, Deep Purple en sus inicios, Penguin Cafe Orchestra y Yes, se lanzan a la creación de temas épicos como Close to the Edge (Yes), Supper's Ready (Génesis), Tarkus (Emerson, Lake & Palmer), Tubular Bells (Mike Oldfield) y Thick as a Brick (Jethro Tull), April y Anthem (Deep Purple) y Penguin Cafe Single (Penguin Cafe Orchestra). Estas obras se estructuran como una especie de sinfonías rock que, a menudo, se extienden durante toda una cara (o las dos) de un LP; tal es el caso de Tales of Mystery and Imagination (Alan Parsons Project).

## Origen
El "rock sinfónico" toma su nombre de la sonoridad de las sinfonías clásicas, que a partir de entonces se agrega a la paleta de colores del rock/pop. La sonoridad sinfónica se recrea mediante el uso de orquestas completas, secciones de cuerda o instrumentos electrónicos que las imitan; en un principio, sintetizadores de cuerdas, como el mellotron.
Una de las primeras obras del género fue el ya citado disco de Moody Blues, "Days of Future Passed", de 1967, otros ejemplos populares del subgénero serían: In the Court of the Crimson King lanzado en octubre de 1969 por King Crimson, Concierto para Grupo y Orquesta editado en diciembre del mismo año por Deep Purple, el álbum doble Odessa de los Bee Gees publicado en el año 1969, "Atom Heart Mother", publicado por Pink Floyd en 1970.

## Evolución
Puede estructurarse la historia del rock sinfónico en varias etapas:
1) Una primera etapa experimental: Obras como Pet Sounds de Beach Boys y el Sgt. Pepper's Lonely Hearts Club Band de The Beatles. En el primero se observa claramente la invención de un sistema armónico polifónico y en el segundo la adopción de estructuras propias de la música docta y popular de principios del siglo XX. La aparición de grupos que suman el estilo "beat" con el "underground", como Procol Harum, The Nice (la banda de Keith Emerson) y Moody Blues, son la antesala del rock progresivo sinfónico de los años 1970.
Además en esta época existe una corriente alternativa más alejada del pop. Como ejemplo, Pink Floyd y su obra Ummagumma, entre otros, que contiene tendencias contraculturales e intenta retomar el camino de la primitiva música electrónica de los años 1930.
La primera vez que una banda de rock se fusiona en concierto con una orquesta ocurre el 24 de septiembre de 1969, cuando Deep Purple actúa en el Royal Albert Hall de Londres junto a la Orquesta Filarmónica Real dirigida por Malcolm Arnold. La obra se titula Concierto para Grupo y Orquesta y es editada en diciembre de 1969, cosechando gran éxito, sobre todo en el Reino Unido. La obra conceptual Tommy de The Who marca un hito en cuanto a la posibilidad de elaborar una obra que contenga en su extensión un concepto total, en torno a una historia, o a un solo tema. Musicalmente la banda entrega una vasta colección de matices sin perder la fuerza propia del rock. Así mismo, los Bee Gees de igual forma fueron pioneros en la segunda mitad de los 60's en este género, con su álbum Horizontal de 1968 y el álbum conceptual Odessa de 1969, considerado por muchos críticos el mejor de los 60's, que agrega una gran variedad de elementos operísticos; también es conocido como el Sgt. Pepper's de los Bee Gees.
2) Una segunda etapa, marcada por la adopción de nuevas tecnologías de grabación, lo que otorga mayores posibilidades a los grupos musicales.
Con la aparición de grupos como Emerson, Lake & Palmer, se introducen masivamente composiciones clásicas y doctas en el rock, ya sea haciendo versiones de Alberto Ginastera y Músorgski, o mediante la propia imposición de estructuras sinfónicas. El desarrollo de los teclados permite emular parcialmente el trabajo de la orquesta y la percusión busca el lirismo.
3) El desarrollo de fórmulas complejas ("art rock")
Por su parte, King Crimson publica su álbum In the Court of the Crimson King (1969), una obra de apariencia sinfónica pero ácida de fondo, que se apoya en el jazz para definir el nuevo movimiento: el art rock. Este movimiento se enclava en el underground y no en el pop y se diferencia así de la tendencia pop dentro de este mismo contexto. Respecto a Frank Zappa, se suele recalcar que se apoya directamente en el jazz y crea una alternativa de jazz rock con claros paisajes sinfónicos. Grupos menos evidentes, como Van der Graaf Generator, consiguen un estilo pseudo-sinfónico, de tendencia progresiva, aunque apoyada finalmente el art rock.
4) Una etapa de influencia del hard rock, especialmente a partir de 1971. Primero por la aparición del sencillo de Led Zeppelin Stairway to Heaven, en el que se recurre a algunas piezas de la música profana, agregándole tintes barrocos. Esencialmente es un tema de rock sinfónico por su estructura, con adecuados arreglos y excelente uso de las voces instrumentales. Además, este mismo año surgen las dos bandas que mejor definen el movimiento, como Yes y Génesis, con obras de gran importancia como Trespass de Génesis y The Yes Album de Yes.
5) Una etapa de creciente grandilocuencia en la exposición musical, comenzada por obras como Fragile (1972) de Yes. Por un lado el tema "Heart of the Sunrise" es un conjunto de arreglos y una melodía sobre una vanguardista pieza de jazz que se enriquece tanto como para no saber ya quién es el autor. Así pues, con este tema se anuncia la absoluta importancia de la métrica, los ritmos irregulares y el modelo stravinskiano. Finalmente un modelo de jam en todo un disco, que fusiona efectivamente el jazz, el impresionismo y el rock.
Este mismo año ve la luz el disco Foxtrot, de Génesis. Esta pieza absoluta del género es totalmente sinfónica y entrega al oyente claros paisajes victorianos en los cuales se narran asesinatos, crímenes de Estado y lesa humanidad, etc. Sin duda es más una obra de art rock que de pop, dentro del género sinfónico, y su estructura musical inserta efectivamente algunos pasajes de foxtrot ragtime y del protojazz de los años 20 y 30. Por lo general el oyente ignora que está escuchando a una banda que, partiendo de conceptos jazz, introduce las ideas de Debussy y Mozart, enfrascándose en el tibio concepto de rock sinfónico. Se desconoce si es consciente la introducción de pasajes de la música popular inglesa, española y celta.
A fines de 1972 aparece Close to the Edge, también de Yes, en el que se muestra una tendencia stravinskiana de forma plena. Al revés de lo visto en toda la historia del rock anterior, la música docta entra como canción en el rock. Este concepto influirá desmedidamente en toda la historia del pop subsiguiente y no a través de los autores, sino desde los músicos que comprenden la fuerza de este concepto y lo llevan a la creación. La participación de los instrumentos en el plano primario de la canción, como fuente de motivación, y no solo la voz, es algo decididamente introducido por esta banda en el género rock. Esto se verá después desde Iron Maiden hasta "Thriller" de Michael Jackson. También son influidos por Yes los grupos Earth, Wind and Fire y Toto. Si bien esto parece tan importante como para que Mike Portnoy nos lo recuerde en muchas de las entrevistas que ha dado, más importante viene a ser el desarrollo pleno de la música en esta obra y su carácter sinfónico. El uso de los ritmos irregulares, la fuga, etc. Hasta ese momento no se había visto una composición tan ordenada y con voces instrumentales tan imponentes.
Uno de los discos cumbres de este rock sinfónico grandilocuente, es Journey to the Centre of The Earth, editado en mayo de 1974 por Rick Wakeman.
6) De forma mucho más tardía, y cuando ya el género está casi desaparecido, se desarrolla el llamado Metal sinfónico. Se utilizan los componentes rítmicos de un grupo de heavy metal, pero sincronizados e influidos por una orquesta sinfónica. Así mismo, el canto de la lírica de la canción es desarrollado por voces y coros operáticos como barítonos, bajos, sopranos y, en algunos casos, tenores, desplazando a segundo plano y/o eliminando las características voces del heavy metal.
La lírica de este género está compuesta por temas épicos, mitología occidental griega, romana, celta, vikinga, cristiana y de cercano oriente. Se percibe el alto grado de preparación no solo musical sino académica de los integrantes de estos grupos europeos y compositores del género.
No debemos dejar de mencionar la superposición que este género tiene con el Rock progresivo.

## Rock sinfónico en Argentina y Chile
En Argentina el mayor exponente del rock sinfónico fue Espíritu, banda que comienza en los años setenta, en la que se desarrollan los conceptos de libertad y búsqueda de la paz. Sus discos Crisálida (1975), y Libre y Natural, son los más conocidos. Además está la banda Crucis (1976), que aún hoy sigue despertando admiración internacional por sus cuidados arreglos musicales y su calidad de grabación y sonido. Se debe agregar con justicia a Vox Dei con su álbum "La Biblia", La Máquina de Hacer Pájaros (1976) y a Spinetta Jade (1980), que en sus obras ingresan al género.
En Chile, destacaron bandas como "Frutos del País" (1973) y "Miel" (1974).
En la actualidad muchas bandas se mueven entre estos dos géneros con absoluta comodidad.
Argentina es pionera en el resurgimiento, a inicios del siglo XXI, del género progresivo y sinfónico en Latinoamérica. Ciudades como La Plata, Capital Federal, Rosario, Tucumán y Mendoza, son los sitios donde más fuerza presenta este movimiento musical en territorio argentino.
El epicentro de la movida sinfónica-progresiva Argentina es sin duda La Plata, denominada en muchas publicaciones como "La Capital del Rock progresivo". En esta ciudad tienen lugar festivales de rock progresivo desde 2003 y en la actualidad es sede del Festival La Plata Prog uno de los más convocantes en el género. Desde allí han surgido bandas emblemáticas como Baalbek, Akenathon, Big Machine, La Increíble Fuga de Triángulos, Hexatónica y Ünder Linden.

## Rock sinfónico en Japón
Bandas en Japón surgieron en la década de 1980, muchos de ellos influenciados por Pink Floyd, King Crimson, Yes y Genesis. Bandas representativas incluyen Ali Project, Symphonia, Pagent, Midas, Mugen, Gerard, Outer Limits, X Japan, Raphael, El Sr. Sirius, Shingetsu, Versalles, y Asturias.